# Oasi d'Al-Kharga
Al-Kharga (El Kharga) és l'oasi més al sud dels cinc oasis occidentals d'Egipte. Es troba al desert de Líbia, a uns 200 km a l'oest de la Vall del Nil; té 150 km d'extensió, i és la capital de la Governació de Wadi al Jadid. Aquest oasi, també conegut com a Oasi Meridional pels antics egipcis és l'oasi més gran del desert de Líbia i "consisteix en una depressió amb prop de 160 km d'extensió i de 20 km a 80 km d'amplària."
Els oasis sempre han estat punts de trobada de les caravanes beduïnes que venien del desert. En el cas d'Al-Kharga, això és particularment evident per la presència d'una cadena de fortaleses que els romans construïren per protegir Darbe Alarbaim, la llarga ruta de caravanes que transitaven de nord a sud entre l'Egipte Mitjà i Sudan. Els forts variaven en grandària i funció; alguns són només petits posts, altres protegien grans assentaments i els camps de conreu. Alguns s'instal·laren on ja hi havia antics assentaments, mentre que altres s'alçaren en llocs nous. Tots eren construïts amb rajola sense coure, però alguns també contenien petits temples de pedra amb parets esculpides.
Al-Kharga és el més modern dels oasis occidentals d'Egipte. La principal ciutat és molt funcional i té totes les facilitats modernes, i pràcticament no en resta res de l'antiga arquitectura. Un servei d'autobús regular connecta Al-Kharga amb els altres oasis occidentals i amb la resta d'Egipte. El ferrocarril Al-Kharga-Qena (Vall del Nil) - Port de Safaga (Mar Roja) està en servei des de 1996.

## Jaciments arqueològics
El Temple d'Hibis fou fundat per Psamètic II i restaurat pels perses durant la seua ocupació d'Egipte, i se situa a uns 2 km al nord de la moderna Al-Kharga. Hi ha també un altre temple del 3000 ae al sud de l'oasi, a Duxe. Un antic cementeri cristià a Al-Bagawat també existí a l'oasi del 300 al 700, i és un dels més antics i ben preservats cementeris cristians del món.